# الحدب (طريق العلاية – بيشة)
جبل الحدب (بفتح أوله وثانيه) هو جبل في ديار قبيلة بلقرن شمال شرقي قرى عفراء في محافظة بلقرن في منطقة عسير في المملكة العربية السعودية، وله قمة عريضة ويمر به طريق سبت العلاية - بيشة، ويصل ارتفاعه إلى 1900 متر عن سطح البحر.